# Kudiivți, Jmerînka
Kudiivți (în ucraineană Кудіївці) este un sat în comuna Oleksandrivka din raionul Jmerînka, regiunea Vinnița, Ucraina.

## Demografie
Componența lingvistică a localității Kudiivți
     Ucraineană (98,48%)
     Rusă (1,41%)
Conform recensământului din 2001, majoritatea populației localității Kudiivți era vorbitoare de ucraineană (98,48%), existând în minoritate și vorbitori de rusă (1,41%).